# 欧奈苏布瓦
欧奈苏布瓦（法語：Aulnay-sous-Bois，法語發音：[o(l)nɛ su bwa] ⓘ），法国中北部城市，法兰西岛大区塞纳-圣但尼省的一个市镇，隶属于勒兰西区，其市镇面积为16.2平方公里，2022年1月1日时人口数量为86,360人，在法国城市中排名第52位。
欧奈苏布瓦位于塞纳-圣但尼省北部，北侧与瓦兹河谷省接壤，是巴黎东北部的一个卫星城，其境内建有工业园区及多处集中式居民公寓楼。欧奈苏布瓦也是一个区域性的交通枢纽，法兰西岛大区快铁B线北段的两条支线在欧奈苏布瓦站交汇，后者也是法兰西岛大区列车K线和法兰西岛有轨电车4号线的停靠车站，此外建设中的巴黎地铁16号线亦从欧奈苏布瓦市区北部通过。

## 地名来源
“Aulnay”一名出自拉丁语“alnetum”，意为“桤树林”，对应的现代法语单词为“aulnaie”；“sous-Bois”这一后缀则自1903年起成为当地官方名称的一部分。
在15世纪时，当地曾一度被称为“Aulnay-en-France”。

## 历史

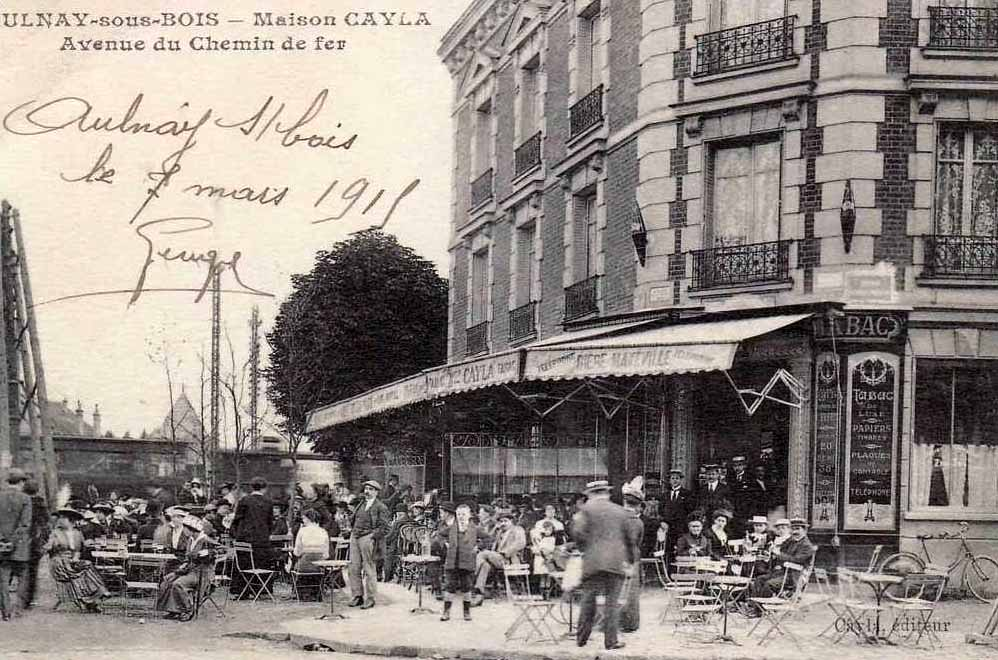
20世纪初的欧奈苏布瓦咖啡厅

根据当地官方网站的论述，有证据表明欧奈苏布瓦所处区域在中石器及新石器时期就已出现人类聚落，但当地最初的确切记载则始于公元1208年，彼时，当地领主在此修建了一处城堡作为家族宅邸。15世纪末，法兰西国王路易十一的首席御用医生雅克·夸蒂埃曾购买下了该城堡。法国大革命后，欧奈成为巴黎省（1801年更名为“塞纳省”）的一个市镇。1821年，途径欧奈东南部的乌尔克运河正式凿通，巴黎－伊尔松铁路则于1875年建成投入运营。随着铁路的建成，欧奈苏布瓦境内出现了新的居民区，当地人口数量快速增加。第一次世界大战初期，欧奈苏布瓦曾成为一个士兵中转站，大批来自法国西部及南部的战士在此集中，然后被运送至北部的索姆河地区。1930年，法国北部铁路公司在欧奈苏布瓦兴建了铁路工人居民区。1968年，塞纳省被撤销，欧奈苏布瓦被划入新成立的塞纳-圣但尼省内。20世纪70年代时，随着巴黎的城市扩张，欧奈苏布瓦境内兴建了多处集中式居民社区。1972年，法国汽车企业标致雪铁龙集团在欧奈苏布瓦北部建成了生产工厂，后于2012年关闭。1990年，欧莱雅欧奈苏布瓦工厂建成。1994年，法兰西岛大区快铁B线全线建成通车，欧奈苏布瓦成为了该线路北段的分支交汇点。2021年，欧奈苏布瓦水上游乐园建成开放。2022年3月，因不满一名居民被警察枪杀，欧奈苏布瓦及相邻的塞夫朗多个街区发生暴乱，当地多处公共设施及车辆被破坏。

## 地理

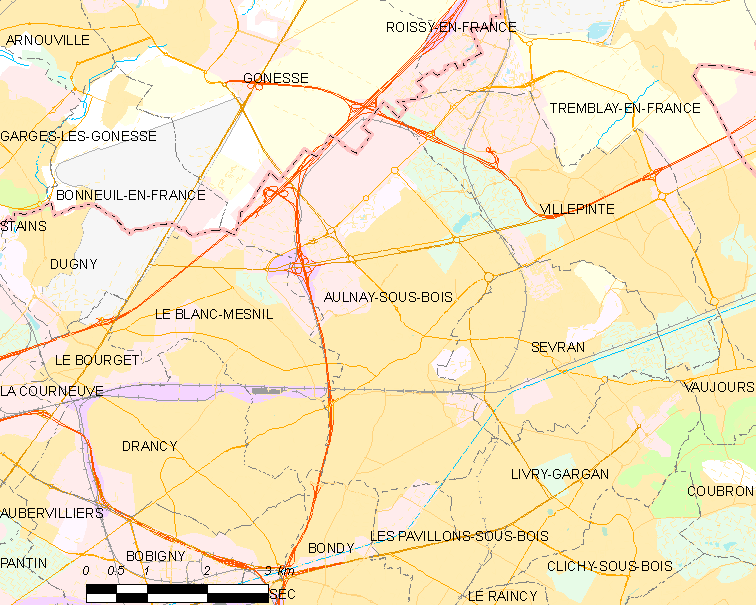
欧奈苏布瓦市镇范围地图

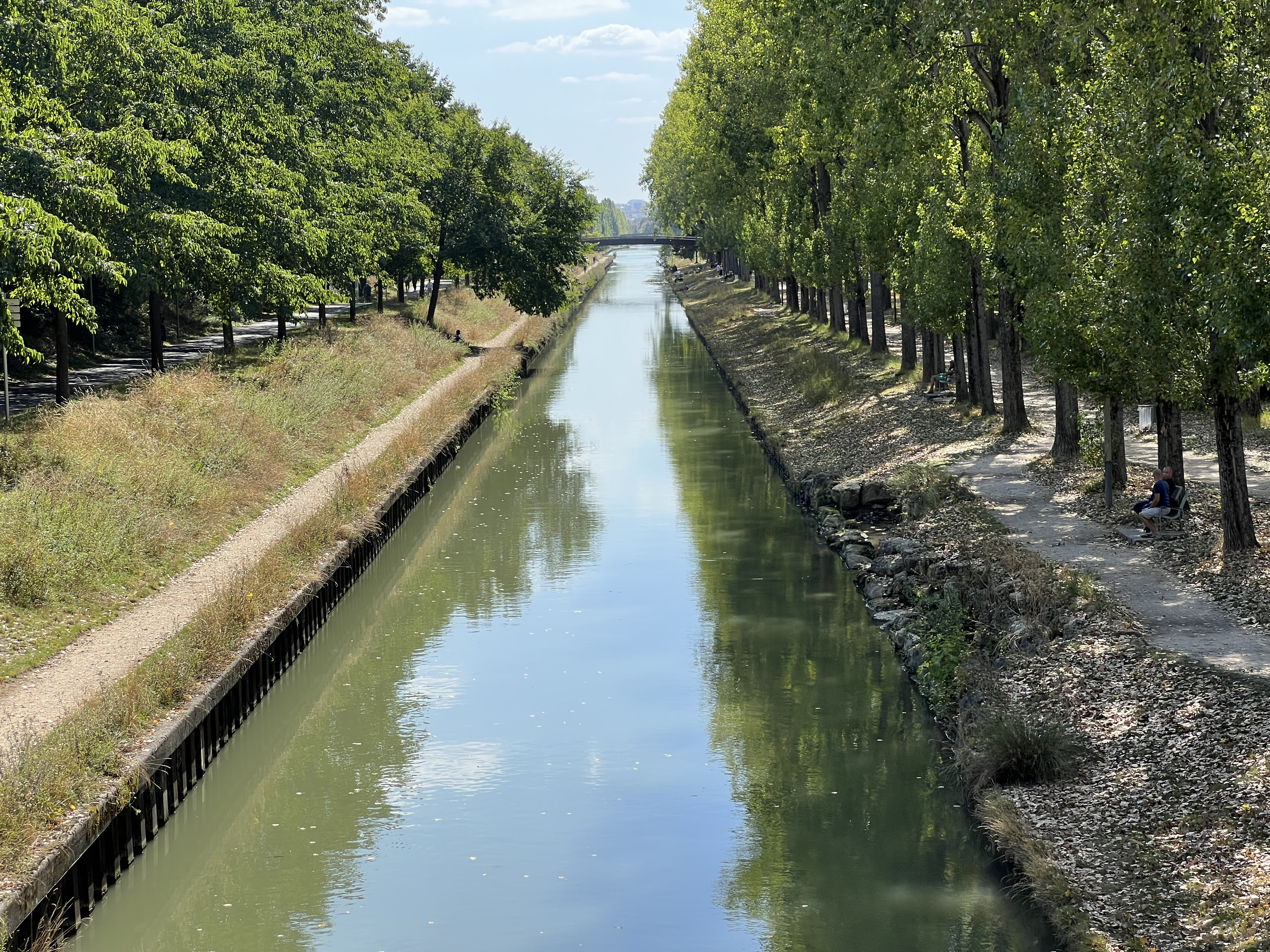
乌尔克运河欧奈苏布瓦段

欧奈苏布瓦位于法国中北部，法兰西岛大区中北部和塞纳-圣但尼省北部，距离省会博比尼大约6公里。与欧奈苏布瓦接壤的市镇包括：戈内斯、利夫里加尔冈、莱帕维永苏布瓦、勒布朗梅尼勒、邦迪、塞夫朗、维勒潘特。

### 地形
欧奈苏布瓦位于巴黎盆地腹地，法兰西地区南部，境内以平原为主，市镇中心地势较为平坦，全境海拔在40到78米之间。

### 水文
欧奈苏布瓦位于塞纳河流域范围内，其境内无大型天然地表径流，人工开凿的乌尔克运河从市镇范围东南部经过，该河水量由船闸控制，现仍有航运功能。

### 植被
欧奈苏布瓦属于温带阔叶混交林区，市区内的主要绿地公园包括甘维尔公园（Parc Gainville）、迪蒙公园（Parc Dumont）等，均常年免费向公众开放。
在鲜花城市的评比中，欧奈苏布瓦被评为4星级（最高级）鲜花城市。

### 气候
欧奈苏布瓦在柯本气候分类法中属于温带海洋性气候。
距离欧奈苏布瓦最近的常年气象站位于勒布尔歇境内，以下为该气象站的数据。
| 勒布尔歇 1981年－2019年 | 勒布尔歇 1981年－2019年 | 勒布尔歇 1981年－2019年 | 勒布尔歇 1981年－2019年 | 勒布尔歇 1981年－2019年 | 勒布尔歇 1981年－2019年 | 勒布尔歇 1981年－2019年 | 勒布尔歇 1981年－2019年 | 勒布尔歇 1981年－2019年 | 勒布尔歇 1981年－2019年 | 勒布尔歇 1981年－2019年 | 勒布尔歇 1981年－2019年 | 勒布尔歇 1981年－2019年 | 勒布尔歇 1981年－2019年 |
| 月份                    | 1月                     | 2月                     | 3月                     | 4月                     | 5月                     | 6月                     | 7月                     | 8月                     | 9月                     | 10月                    | 11月                    | 12月                    | 全年                    |
| ----------------------- | ----------------------- | ----------------------- | ----------------------- | ----------------------- | ----------------------- | ----------------------- | ----------------------- | ----------------------- | ----------------------- | ----------------------- | ----------------------- | ----------------------- | ----------------------- |
| 历史最高温 °C（°F）     | 16.1 (61.0)             | 20.8 (69.4)             | 24.7 (76.5)             | 31.9 (89.4)             | 35 (95)                 | 36.9 (98.4)             | 42.1 (107.8)            | 40.2 (104.4)            | 35 (95)                 | 29.4 (84.9)             | 21.3 (70.3)             | 17.2 (63.0)             | 42.1 (107.8)            |
| 平均高温 °C（°F）       | 7 (45)                  | 8.2 (46.8)              | 12 (54)                 | 15.3 (59.5)             | 19.2 (66.6)             | 22.4 (72.3)             | 25.1 (77.2)             | 25 (77)                 | 21.1 (70.0)             | 16.3 (61.3)             | 10.7 (51.3)             | 7.4 (45.3)              | 15.8 (60.4)             |
| 日均气温 °C（°F）       | 4.3 (39.7)              | 4.9 (40.8)              | 7.9 (46.2)              | 10.5 (50.9)             | 14.3 (57.7)             | 17.3 (63.1)             | 19.6 (67.3)             | 19.4 (66.9)             | 16.1 (61.0)             | 12.3 (54.1)             | 7.6 (45.7)              | 4.9 (40.8)              | 11.6 (52.9)             |
| 平均低温 °C（°F）       | 1.7 (35.1)              | 1.6 (34.9)              | 3.9 (39.0)              | 5.7 (42.3)              | 9.4 (48.9)              | 12.2 (54.0)             | 14.2 (57.6)             | 13.9 (57.0)             | 11.1 (52.0)             | 8.3 (46.9)              | 4.5 (40.1)              | 2.3 (36.1)              | 7.4 (45.3)              |
| 历史最低温 °C（°F）     | −18.2 (−0.8)            | −16.8 (1.8)             | −9.6 (14.7)             | −3.7 (25.3)             | −1.6 (29.1)             | 0.9 (33.6)              | 3.5 (38.3)              | 1.9 (35.4)              | 0.1 (32.2)              | −5.6 (21.9)             | −9.5 (14.9)             | −15.1 (4.8)             | −18.2 (−0.8)            |
| 平均降水量 mm（）       | 49.6 (1.95)             | 42 (1.7)                | 50.2 (1.98)             | 49.8 (1.96)             | 61.1 (2.41)             | 55 (2.2)                | 59.2 (2.33)             | 49 (1.9)                | 49.3 (1.94)             | 64.8 (2.55)             | 50.9 (2.00)             | 59.8 (2.35)             | 640.7 (25.22)           |
| 月均日照時數            | 62                      | 75.1                    | 125                     | 165.8                   | 193.3                   | 206.9                   | 215.7                   | 206.2                   | 160.2                   | 111.2                   | 65.1                    | 50.8                    | 1,637.3                 |
| 来源：infoclimat.fr     |                         |                         |                         |                         |                         |                         |                         |                         |                         |                         |                         |                         |                         |

## 行政区划
欧奈苏布瓦的市镇编号为93005，邮政编号为93600。
在行政管理方面，欧奈苏布瓦隶属于法国法兰西岛大区塞纳-圣但尼省勒兰西区；在地方选举方面，欧奈苏布瓦是欧奈苏布瓦县的中央投票站所在地，其市镇范围全境被划入塞纳-圣但尼省第十选区；在社会管理方面，欧奈苏布瓦是大巴黎都会区的组成部分，也是巴黎起飞土地公共管理局的办公驻地。
欧奈苏布瓦市镇被划为八个街区，实行街区自治制度（Conseils de quartier）。欧奈苏布瓦的玫瑰风（La Rose des Vents）、埃马尤斯（Cité Emmaüs）、莱梅里西耶（Les Merisiers）、水塘（Les Etangs）四个街区为城市敏感街区；莱博多特（Les Beaudottes）街区为城市政策优先街区。
法国国家统计与经济研究所（简称）在进行数据统计时，将欧奈苏布瓦及相邻的另外428个市镇设为巴黎城市核心区（2020年扩充至431个），并将包括核心区在内的周边共1,794个市镇划为巴黎城市区。自2020年起，巴黎城市区被包含1,949个市镇的巴黎城市辐射区代替。此外，还将欧奈苏布瓦市镇分为了36个“块区”（IRIS），以便于统计人口分布情况。

## 交通

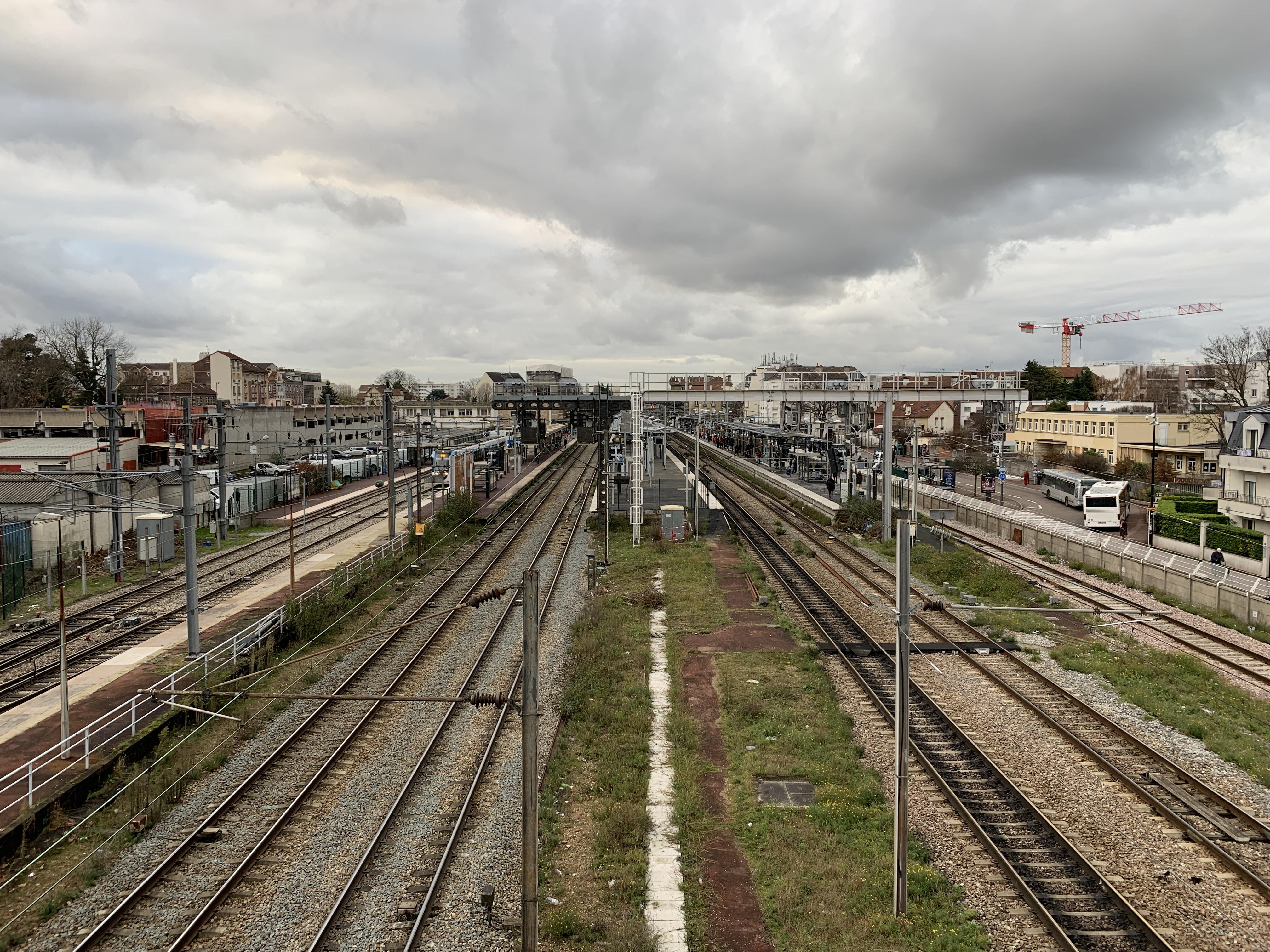
欧奈苏布瓦站的铁路股道

### 公路
A1、A3和A104三条高速公路分别从市镇范围西北部、西部和北部过境，另有法国国道N2线横穿市区北部。欧奈苏布瓦境内的大部分道路已完成城市化改造，建有照明、排水、人行道等设施。
| 5 | 1.9 |

| 博比尼 | 7 |

| 邦迪 | 6 |

| 勒兰西 | 5 |

| 利夫里加尔冈 | 4 |

| 萨塞勒 | 14 |

| 米特里-莫里 | 11 |

2019年，67.7%的欧奈苏布瓦家庭拥有至少一辆私人汽车。2019年，欧奈苏布瓦境内共发生各类交通事故223起，造成1人遇难，289人受伤，其中37人重伤。

### 铁路
欧奈苏布瓦位于巴黎－伊尔松铁路、欧奈苏布瓦－戴高乐机场铁路和邦迪－欧奈苏布瓦三条铁路的交汇处。欧奈苏布瓦站位于市区中南部，停靠法兰西岛大区快铁B线、法兰西岛大区列车K线，外侧则为法兰西岛有轨电车4号线的北侧起点。

### 航空
距离欧奈苏布瓦最近的民用航空站为巴黎戴高乐机场，距离欧奈苏布瓦市中心的公路里程约15公里。

### 城市公共交通
法兰西岛大区快铁B线北侧的两个分支（戴高乐机场方向和米特里-克莱方向）在欧奈苏布瓦站交汇，后者亦停靠法兰西岛大区列车K线和法兰西岛有轨电车4号线。此外，巴黎公交247路、251路、350路，塞纳-圣但尼省城际客运605路、607路、609路、610路、613路、615路、617路、618路、627路、637路，法兰西岛之信公交1路、15路、23路、32A线、43路、44路、45路、702路以及法兰西岛夜班车N140线亦经过欧奈苏布瓦境内。
| 途经欧奈苏布瓦境内的主要公共交通线路 | | |
| 类型                                 | 运营商 | 线路 |
| 大区快铁                             | | ：圣雷米莱舍夫勒斯站 / 罗班松站 ↔ 皇后镇站 ↔ 大学城站 ↔ 沙特雷-大堂站 ↔ 巴黎北站 ↔ 勒布尔热站 ↔ 欧奈苏布瓦站 ↔ 戴高乐机场2号航站楼站 / 米特里-克莱站 |
| 大区铁路                             | ：巴黎北站 ↔ 欧奈苏布瓦站 ↔ 米特里-克莱站 ↔ 达马尔坦-瑞伊-圣马尔站 ↔ 勒普莱西贝尔维尔站 ↔ 楠特伊勒欧杜安站 ↔ 瓦卢瓦地区克雷皮站 | |
| 有轨电车                             | RATP | ：欧奈苏布瓦站 ↔ 弗兰维尔-塞夫朗 ↔ 修道院 ↔ 亨利·塞利耶高级中学 ↔ 邦迪站 |
| 公共汽车                             | RATP | 247：夏尔·萨日球场 ↔ 达尼埃尔·费里 ↔ 快铁德朗西站 ↔ 勒布朗梅尼勒市政厅 ↔ 自由 ↔ 勒布朗梅尼勒公墓 ↔ Garonor 251：博比尼-巴勃罗·毕加索 ↔ 1962年3月19日 ↔ 达尼埃尔·费里 ↔ 叙夫朗 ↔ 魁北克 ↔ 快铁欧奈苏布瓦站 350：小教堂门 ↔ 勒布朗梅尼勒公墓 ↔ Garonor / 路易·阿尔芒环岛 ↔ 快铁会展公园站 ↔ 鲁瓦西公交站 |
| 公共汽车                             | transdev TRA 塞纳-圣但尼省城际客运                                                                                              | 605：欧奈苏布瓦火车站 ↔ 热拉尔·菲利普 ↔ 让·泽高级中学 ↔ 塞夫朗-利夫里火车站 ↔ 利夫里加尔冈市政府 ↔ 勒兰西-维勒蒙布勒-蒙费梅伊火车站 607：拉库尔讷沃-1945年5月8日 ↔ 让·布安球场 ↔ 勒布朗梅尼勒市政厅 ↔ 巴斯德 ↔ 马塞尔·桑巴 ↔ 让·沙尔科-阿纳托尔·法郎士 ↔ 日出 ↔ 让·泽高级中学 ↔ 和平 ↔ 快铁塞夫朗博多特站 ↔ 巴朗热医院 ↔ 快铁维勒潘特站 609：拉库尔讷沃-1945年5月8日 ↔ 朱尔·盖德 ↔ 路易·阿尔芒环岛 ↔ 戈内斯公路 ↔ 勒叙鲁瓦 ↔ 布甘城 ↔ 维克多·雨果初级中学 ↔ 圣马克十字架 ↔ 快铁维勒潘特站 610：迪尼-拉库尔讷沃站 ↔ 勒布朗梅尼勒公墓 ↔ 游泳池 ↔ 红色十字架 ↔ 水塘 ↔ 丁香 ↔ 快铁塞夫朗博多特站 613：欧奈苏布瓦火车站 ↔ 尚特卢 ↔ 联合桥 ↔ 夏尔·戴高乐 ↔ 谢勒-古尔奈火车站 615：博比尼-巴勃罗·毕加索 ↔ 苏珊·比松 ↔ 阿利克斯 ↔ 快铁欧奈苏布瓦站 ↔ 白色十字架桥 ↔ 热拉尔·菲利普 ↔ 让·泽高级中学 ↔ 日出 ↔ 弗朗西斯科-费雷 ↔ 红色十字架 ↔ 水塘 ↔ 鱼群 ↔ 快铁维勒潘特站 616：快铁邦迪站 ↔ 布朗基-卡尔诺 / 布朗基-萨朗格罗 ↔ 卡尔诺广场 ↔ 让·韦尔迪埃医院 ↔ 养老院 ↔ 欧奈公路-让·穆兰 ↔ 茹奥·布吕姆 ↔ 奥尔良街 ↔ 欧奈苏布瓦站 ↔ 马塞尔·桑巴 ↔ 游泳池 ↔ 戈内斯公路 ↔ O'Parinor商业中心 617：欧奈苏布瓦站 ↔ 让·沙尔科-阿纳托尔·法郎士 ↔ 弗朗西斯科-费雷 ↔ 迪皮街 ↔ 鲁瓦西岛 ↔ 布甘城 ↔ 鱼群 ↔ 快铁维勒潘特站 618：欧奈苏布瓦站 ↔ 白色十字架桥 ↔ 勒内·米雷 ↔ 欧奈公路 ↔ 快铁塞夫朗博多特站 ↔ 塞夫朗-利夫里火车站 ↔ 塞夫朗-戴高乐将军 627：欧奈苏布瓦站 ↔ 让·沙尔科-阿纳托尔·法郎士 ↔ 弗朗西斯科-费雷 ↔ 红色十字架 ↔ 戈内斯公路 ↔ 路易·阿尔芒环岛 ↔ O'Parinor商业中心 ↔ Garonor 637：欧奈苏布瓦站（区域环线，全程位于欧奈苏布瓦境内） |
| 公共汽车                             | CIF 法兰西岛之信公交路网 | 1：快铁勒布朗梅尼勒站 ↔ 巴斯德 ↔ 马塞尔·桑巴 ↔ 让·沙尔科-阿纳托尔·法郎士 ↔ 日出 ↔ 大柳树 ↔ 快铁塞夫朗博多特站 ↔ 拉努公园 ↔ 罗斯唐高级中学 ↔ 快铁维勒帕里西-新米特里站 15：欧奈苏布瓦站 ↔ 让·沙尔科-阿纳托尔·法郎士 / 白色十字架桥 ↔ 日出 ↔ HLM ↔ 大柳树 ↔ 快铁塞夫朗博多特站 ↔ 拉努公园 ↔ 罗斯唐高级中学 ↔ 青雅站 ↔ 饶勒斯 23：欧奈苏布瓦站 ↔ 让·沙尔科-阿纳托尔·法郎士 ↔ 弗朗西斯科-费雷 ↔ 红色十字架 ↔ 戈内斯公路 ↔ 路易·阿尔芒环岛 ↔ 戈内斯北郁金开发区 ↔ 枫丹锡皮埃尔工业园 ↔ 让·饶勒斯广场 ↔ 快铁维利耶勒贝勒-戈内斯-阿努维尔站 32A：O'Parinor商业中心 ↔ 雪铁龙 ↔ 古桑维尔-拉沙尔默斯 43：塞夫朗-利夫里火车站 ↔ 加斯东·比西埃 ↔ 和平 ↔ 让·泽高级中学 ↔ 日出 ↔ HLM ↔ 朗格朗 ↔ 布甘城 ↔ 维克多·雨果初级中学 ↔ 圣马克十字架 ↔ 鲁瓦西公交站 44：快铁塞夫朗博多特站（区域单循环线路，经过德比西高级中学、鱼群等站） 45：快铁勒布朗梅尼勒站 ↔ 巴斯德 ↔ 艾梅-厄热尼·科通初级中学 ↔ O'Parinor商业中心 ↔ 路易·阿尔芒环岛 ↔ 戈内斯公路 ↔ 勒叙鲁瓦 ↔ 克洛德·德比西初级中学 ↔ 大柳树 ↔ 快铁塞夫朗博多特站 ↔ 拉努公园 ↔ 玫瑰园 ↔ 邮局 ↔ 青雅站 702：欧奈苏布瓦站 ↔ 快铁丰特奈谷站 |
| 公共汽车                             | (N) | N140：巴黎东站 ↔ 德朗西中心 ↔ 勒布朗梅尼勒中心 ↔ 欧奈苏布瓦站 ↔ 塞夫朗博多特站 ↔ 鲁瓦西公交站 |
| 1.                                   | | |

此外，建设中的巴黎地铁16号线从欧奈苏布瓦市区北部经过并设有欧奈站，欧奈苏布瓦所处的首通段预计2026年建成通车

## 政治

### 市政内阁

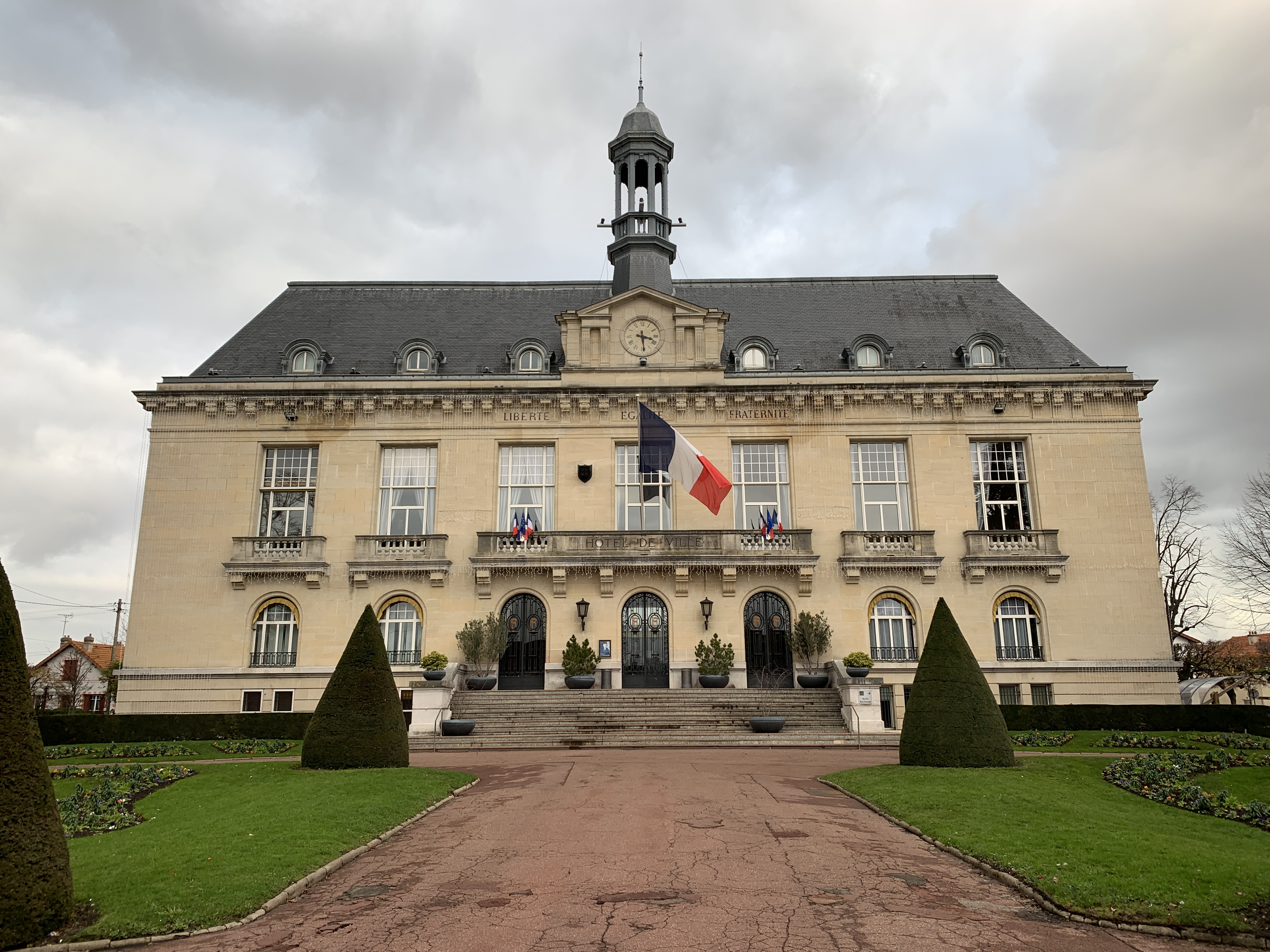
欧奈苏布瓦市政厅

欧奈苏布瓦的现任市长为布鲁诺·贝希扎先生，他是共和党的一名成员，在2020年的市政选举中获得了59.33%的支持率。
| 欧奈苏布瓦历届市长 | 欧奈苏布瓦历届市长                     | 欧奈苏布瓦历届市长               |
| 任期               | 市长                                   | 党派                             |
| ------------------ | -------------------------------------- | -------------------------------- |
| 1944年－1945年     | Maurice NILÈS 莫里斯·尼莱斯            | PCF法国共产党                    |
| 1945年－1947年     | Pierre SCOHY 皮埃尔·斯科伊             | PCF法国共产党                    |
| 1947年－1959年     | Fernand HERBOT 费尔南·埃尔博           | SFIO工人国际法国支部             |
| 1959年－1964年     | Robert COURTAT 罗贝尔·库尔塔           | SFIO工人国际法国支部             |
| 1964年－1965年     | Maurice CADOT 莫里斯·卡多              | SFIO工人国际法国支部             |
| 1965年－1971年     | Louis SOLBÈS 路易·索尔贝斯             | PCF法国共产党                    |
| 1971年－1978年     | Robert BALLANGER 罗贝尔·巴朗热         | PCF法国共产党                    |
| 1978年－1983年     | Pierre THOMAS 皮埃尔·托马              | PCF法国共产党                    |
| 1983年－2003年     | Jean-Claude ABRIOUX 让-克洛德·阿布里乌 | RPR保衛共和聯盟 →UMP人民运动联盟 |
| 2003年－2008年     | Gérard GAUDRON 热拉尔·戈德龙           | UMP人民运动联盟                  |
| 2008年－2014年     | Gérard SÉGURA 热拉尔·塞居拉            | PS社会党                         |
| 2014年－           | Bruno BESCHIZZA 布鲁诺·贝希扎          | UMP人民运动联盟 →LR共和黨        |

### 各级选举
| 欧奈苏布瓦历届投票选举结果 | 欧奈苏布瓦历届投票选举结果 | 欧奈苏布瓦历届投票选举结果 | 欧奈苏布瓦历届投票选举结果 | 欧奈苏布瓦历届投票选举结果      | 欧奈苏布瓦历届投票选举结果 | 欧奈苏布瓦历届投票选举结果 | 欧奈苏布瓦历届投票选举结果      | 欧奈苏布瓦历届投票选举结果 | 欧奈苏布瓦历届投票选举结果 |
| 选举项目                   | 选举范围                   | 选区单位                   | 选区单位内的选举结果       | 选区单位内的选举结果            | 选区单位内的选举结果       | 选区单位内的选举结果       | 选区单位内的选举结果            | 选区单位内的选举结果       | 参考资料                   |
| 选举项目                   | 选举范围                   | 选区单位                   | 第一轮胜出者               | 第一轮胜出者                    | 支持率                     | 第二轮胜出者               | 第二轮胜出者                    | 支持率                     | 参考资料                   |
| -------------------------- | -------------------------- | -------------------------- | -------------------------- | ------------------------------- | -------------------------- | -------------------------- | ------------------------------- | -------------------------- | -------------------------- |
| 2017年法國總統選舉         | 法國                       | 市镇                       |                            | 让-吕克·梅朗雄                  | 33.81%                     |                            | 埃马纽埃尔·马克龙               | 77.19%                     | [ 30 ]                     |
| 2017年法国立法选举         | 塞纳-圣但尼省第十选区      | 市镇                       |                            | 比莱尔·乌阿达                   | 26.68%                     |                            | 阿兰·拉马迪耶                   | 56.49%                     | [ 30 ]                     |
| 2019年欧洲议会选举         | 法國                       | 市镇                       |                            | 若尔当·巴尔代拉                 | 18.61%                     | （不适用）                 | （不适用）                      | （不适用）                 | [ 32 ]                     |
| 2021年法国省级选举         | 塞纳-圣但尼省              | 县和市镇                   |                            | 弗朗克·卡纳罗佐 塞韦利娜·马鲁恩 | 51.72%                     |                            | 弗朗克·卡纳罗佐 塞韦利娜·马鲁恩 | 65.37%                     | [ 33 ]                     |
| 2021年法国大区选举         | 法蘭西島大區               | 市镇                       |                            | 瓦莱丽·佩克雷斯                 | 39.03%                     |                            | 瓦莱丽·佩克雷斯                 | 49.73%                     | [ 34 ]                     |
| 2022年法国总统选举         | 法國                       | 市镇                       |                            | 让-吕克·梅朗雄                  | 50.67%                     |                            | 埃马纽埃尔·马克龙               | 71.37%                     | [ 30 ]                     |
| 2022年法国立法选举         | 塞纳-圣但尼省第十选区      | 市镇                       |                            | 纳黛日·阿博芒戈利               | 39%                        |                            | 纳黛日·阿博芒戈利               | 55.2%                      | [ 30 ]                     |

## 人口
2019年，欧奈苏布瓦市镇人口数量为86,969，在法国排名第52位。其中男性43,034人，女性43,935人，75岁及以上人口占4.9%，外籍人口数量为20,618人，人口密度为5,368人/平方公里，当地居民被称为（男性）或（女性）。2020年，欧奈苏布瓦境内出生1,406人，死亡人口607人。
| 欧奈苏布瓦1901年－2019年人口变化情况 |
|                                      |
| 数据来源：Cassini、INSEE             |

## 经济

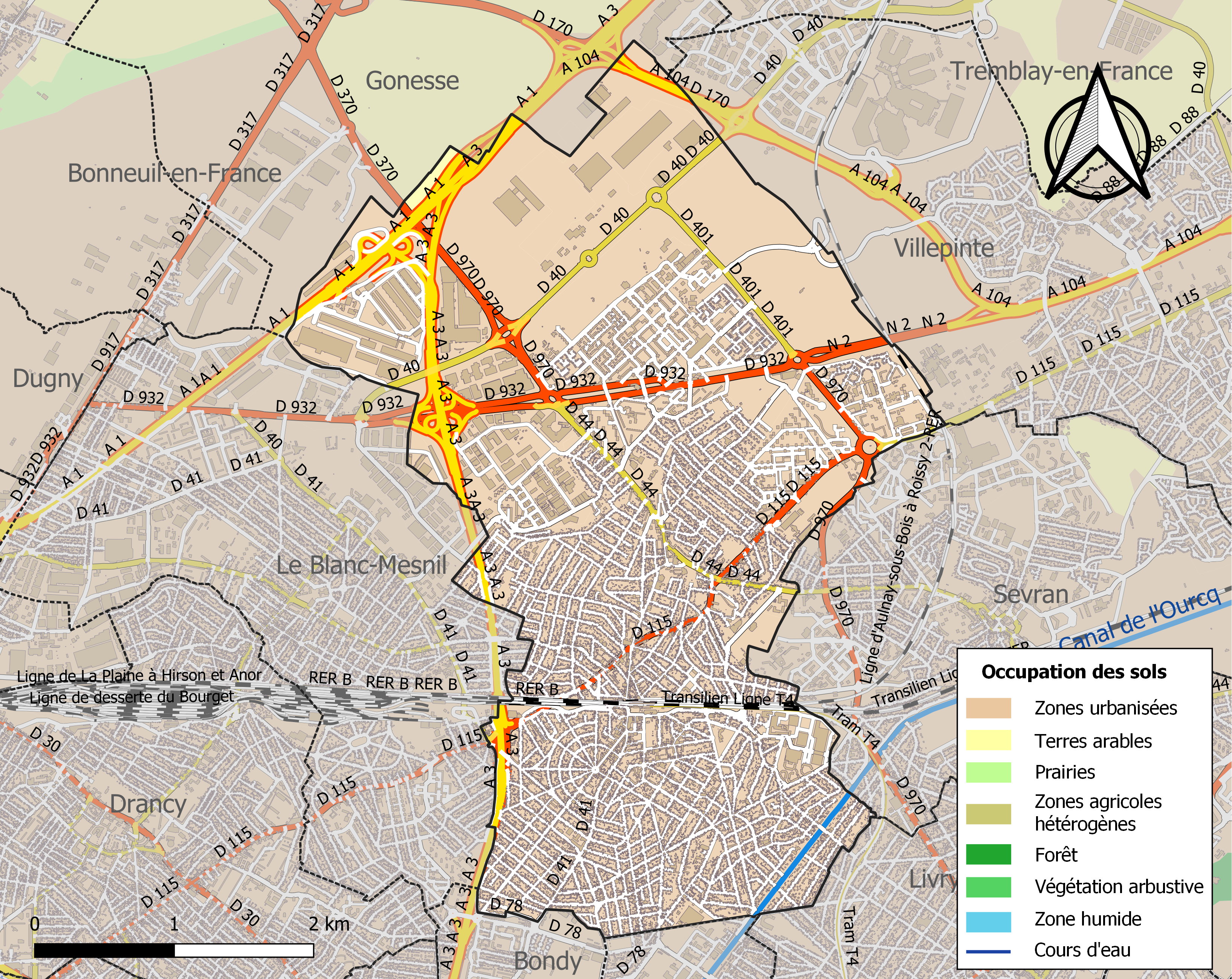
欧奈苏布瓦土地利用情况地图

欧奈苏布瓦是巴黎北部的一个重要卫星城。截止2022年10月，欧奈苏布瓦市镇范围内共有各类用人单位（包含自雇）12,657家，平均历史为10年，其中99.19%为中小型企业（PME），2022年8月至10月间，当地的经济活力指数为0.57%。（卫生产品销售）、（冷藏品销售）及（电气安装）是当地2021年营业额最高的三个企业，分别为69,029,850欧元、65,301,273欧元和51,218,318欧元。

## 财政与居民收入
2020年，欧奈苏布瓦的财政收入总额为165,460,000欧元，财政支出总额为158,842,000欧元，当年的债务总额为162,545,000欧元。2021年，欧奈苏布瓦市镇共获得12,634,468欧元的国家财政补助，比上一年增加了0.75%。
2020年，欧奈苏布瓦的人均月收入总额为2,175欧元，其中高级职员为3,802欧元，低于法国平均水平（4,230欧元）；中级职员为2,407欧元，低于法国平均水平（2,411欧元）；普通职员为1,758欧元，高于法国平均水平（1,740欧元）。
2019年，欧奈苏布瓦境内的青壮年（15至64岁）失业率为19.0%，当地40.1%的家庭拥有纳税资格，平均纳税3,237欧元，低于法国平均水平（3,910欧元）。

## 社会事务

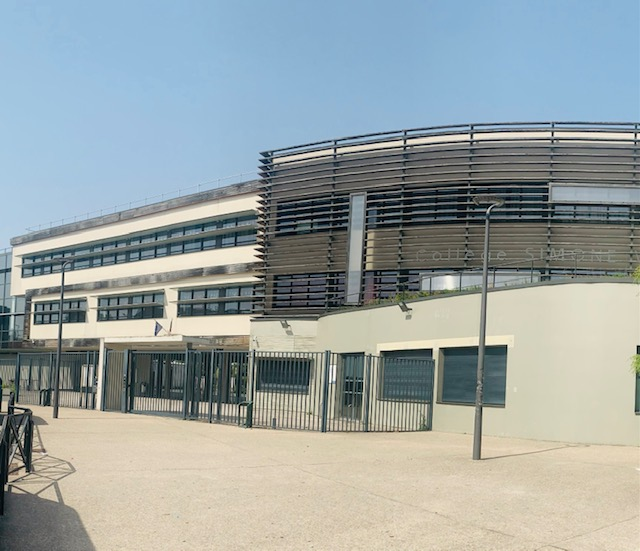
欧奈苏布瓦的一所初级中学

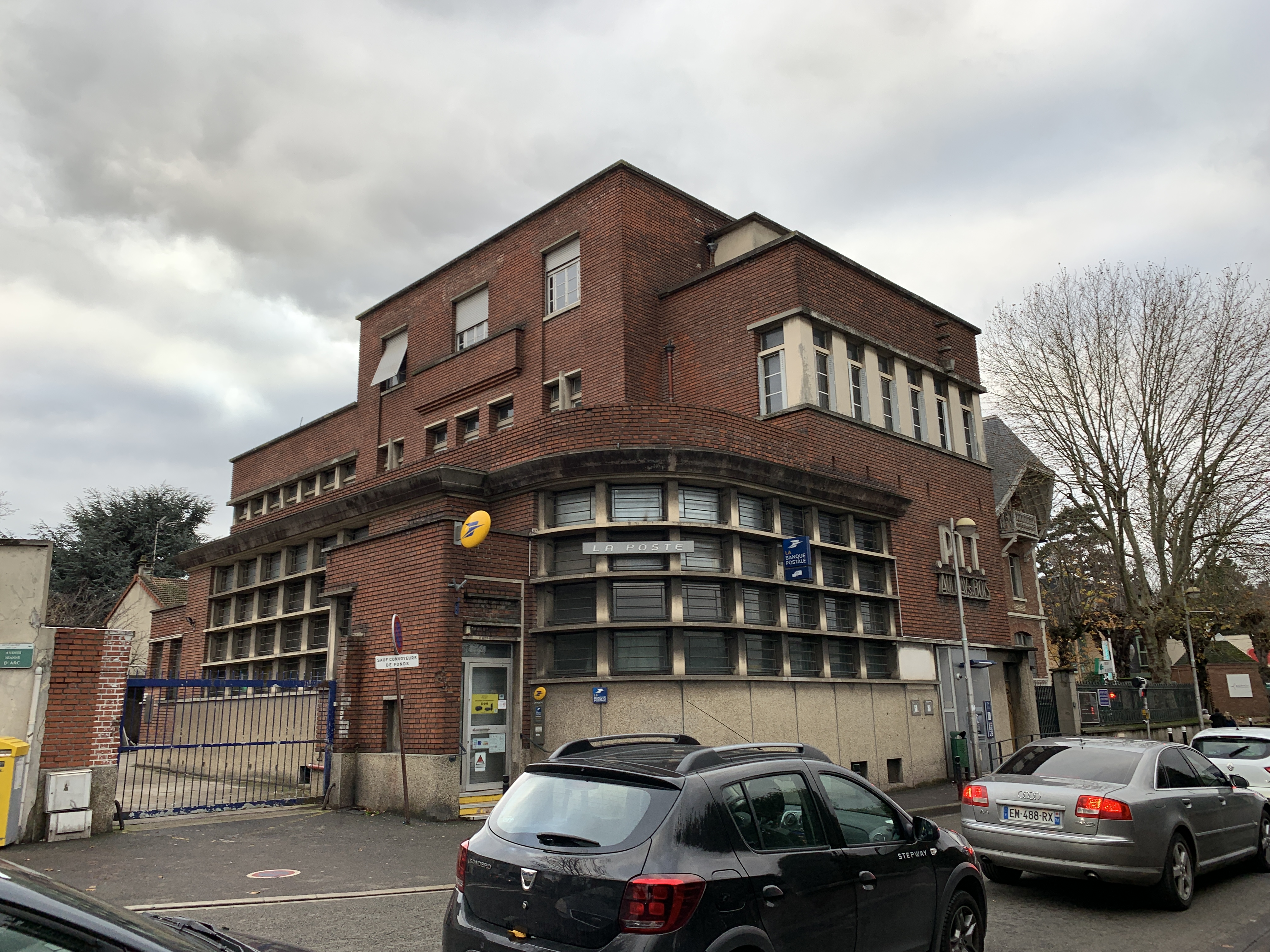
镇中心的邮局大楼

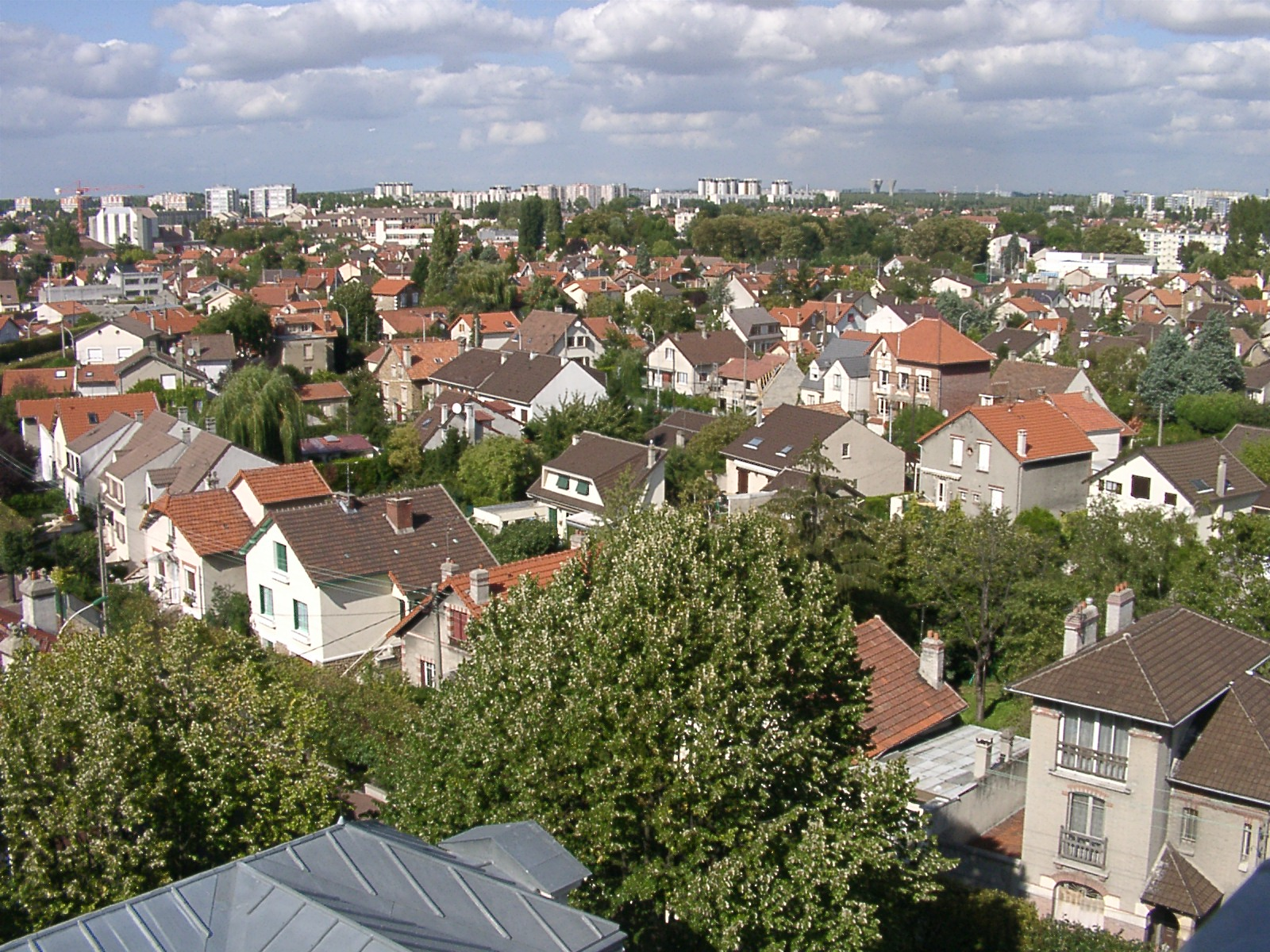
俯瞰居民区

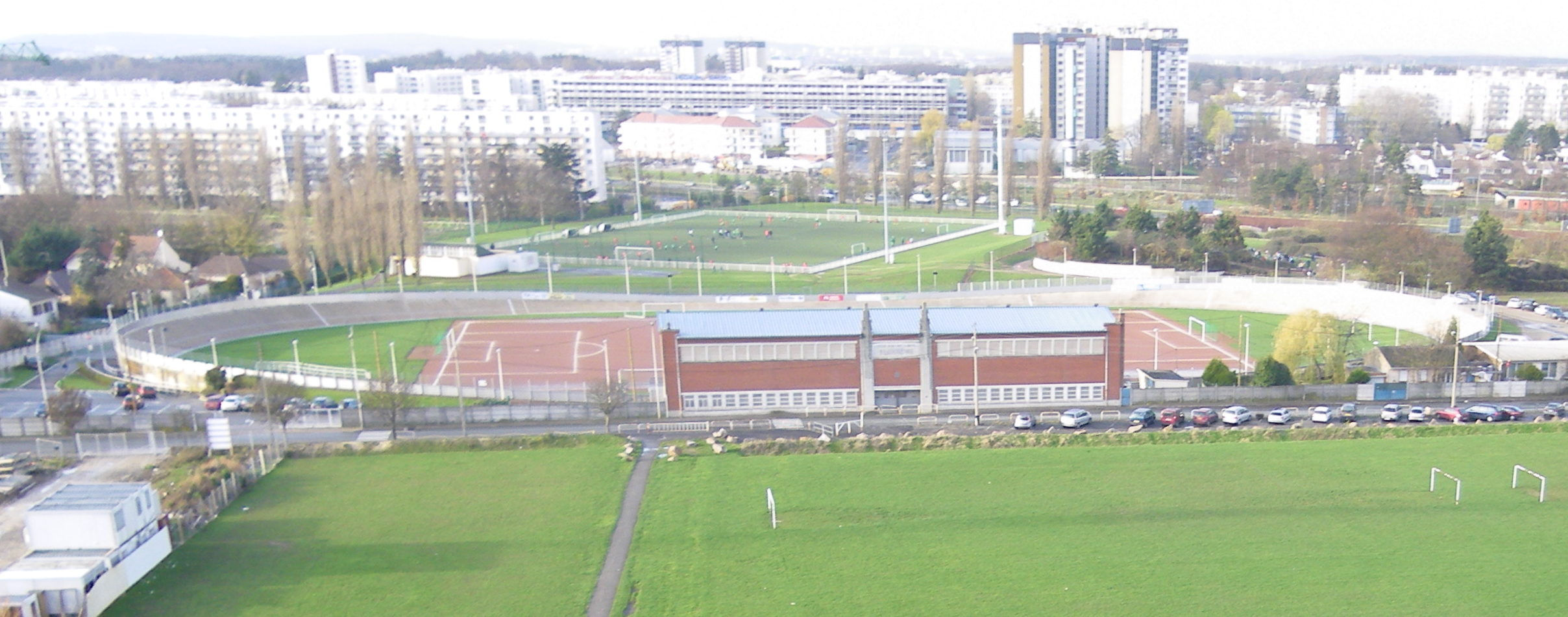
韦洛德罗姆球场

### 教育
欧奈苏布瓦属于克雷泰伊学区。截止2021年1月1日，欧奈苏布瓦境内共有23所幼儿园、34所小学、9所初级中学、4所普通高中和1所职业高中，其中2所高中开设有大学校预科班。2018至2019学年度，欧奈苏布瓦境内共有在校中等教育阶段学生9,492名。

### 医疗
截止2021年1月1日，欧奈苏布瓦境内共有全科医生44名、保健师38名、牙医35名、护士49名、耳科医生3名、眼科医生13名、皮肤科医生1名、助产士5名和儿科医生3名。境内共有药房22家、养老院2家、残疾人帮扶中心10家。
罗贝尔·巴朗热市际中心医院，原名为“欧奈苏布瓦中心医院”（Centre Hospitalier d'Aulnay-sous-Bois），是法国的一个区域性医疗机构，也是大巴黎东北部医疗集团的成员，其主病区位于欧奈苏布瓦市区，设有床位715个，是当地规模最大的公立综合性医院。东部巴黎私人医院（Hôpital privé de l'Est Parisien）则是当地的一家私立医疗机构，该院曾于2022年8月因缺乏急救人员而夜间暂时关闭。

### 住房
2019年，欧奈苏布瓦境内共有各类住房32,168套，其中40.9%为独立式居民区，56.3%为集中式居民区。常住房屋占欧奈苏布瓦市镇范围内居民建筑总量的94.6%。
在住房保障政策方面，2021年，欧奈苏布瓦境内共有9,039户家庭获得了住房经济补助，受益人数占总人口数量的10.4%，其中8,467份为房租补助。

### 商业
2021年，欧奈苏布瓦境内共有各类实体商铺1,761家，其中餐厅222家、大型超市11家、杂货店44家、面包房45家、肉铺12家、书店12家、装饰品店2家、银行门店18家、美容美发店67家、汽车维修店79家。镇中心建有Intermarché、Monoprix、家乐福等便民超市；市区北部建有O'Parinor大型商业街区，内有家乐福、Darty、Fnac、Primark等购物商场。

### 体育
2021年，欧奈苏布瓦境内共有1家游泳池、13间体育馆、2座综合体育场、20处网球场、6处足球或橄榄球场以及11处篮球或排球场。
截至2022年10月，欧奈苏布瓦境内共有七家注册足球俱乐部。欧奈苏布瓦希望（Espérance Aulnaysienne，编号542497）是当地的代表性足球队，成立于1992年，其主队2022至2023赛季参加法兰西岛大区足球联赛甲组（法国第六级别），其主场为韦洛德罗姆球场（Stade Vélodrome）。

### 环境
欧奈苏布瓦的环境事务由其所属的大巴黎都会区和巴黎起飞土地公共管理局联合各级政府协调负责。2021年，欧奈苏布瓦境内共有2家污染企业。

### 治安
欧奈苏布瓦警区（zone police d'Aulnay-sous-Bois）的管辖范围共包括两个市镇。2020年，该警区累计记录各类案件9,659起，其中盗窃类案件5,113起，经济类案件848起，毒品交易类案件915起。

## 文化
2021年，欧奈苏布瓦境内共有1家剧场、2家电影院和1家音乐厅。此外，当地共有六处多媒体图书馆及一处音乐-舞蹈厅。

### 建筑
欧奈苏布瓦境内有多处历史建筑，其中圣叙尔皮斯教堂为法国国家文物保护单位等，欧奈苏布瓦北部的水塔及O'Parinor商业中心则是当地的地标性建筑物。

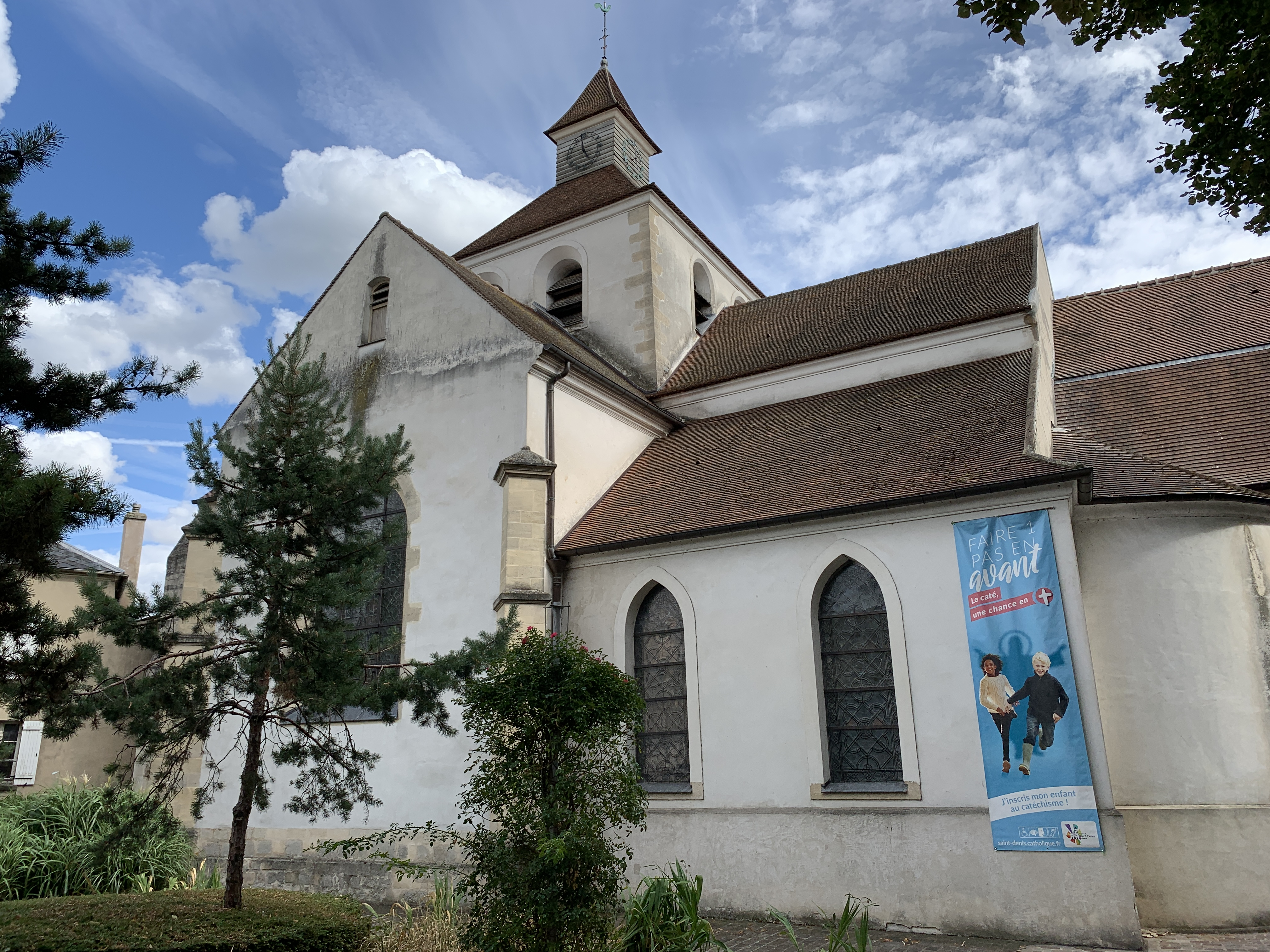
圣叙尔皮斯教堂（法语：Église Saint-Sulpice d'Aulnay-sous-Bois）
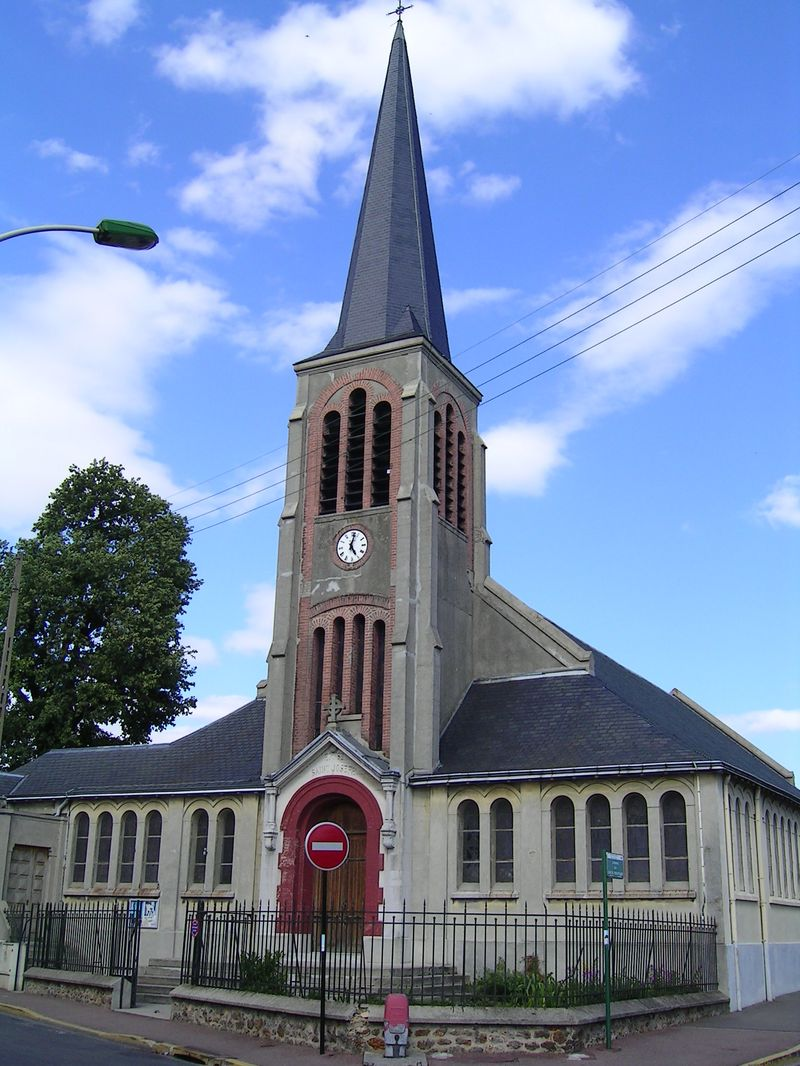
圣约瑟夫教堂（法语：Église Saint-Joseph d'Aulnay-sous-Bois）
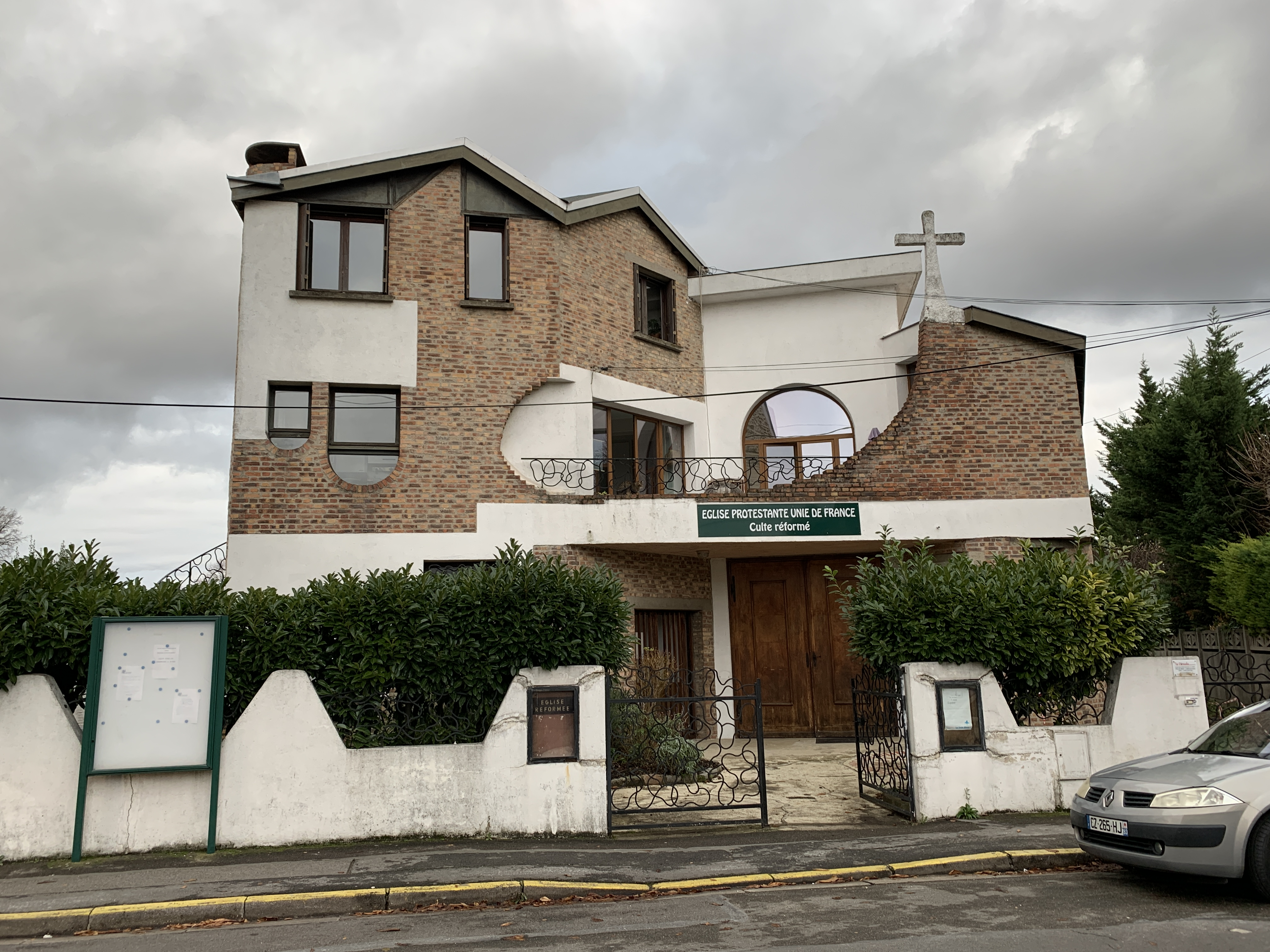
新教教堂
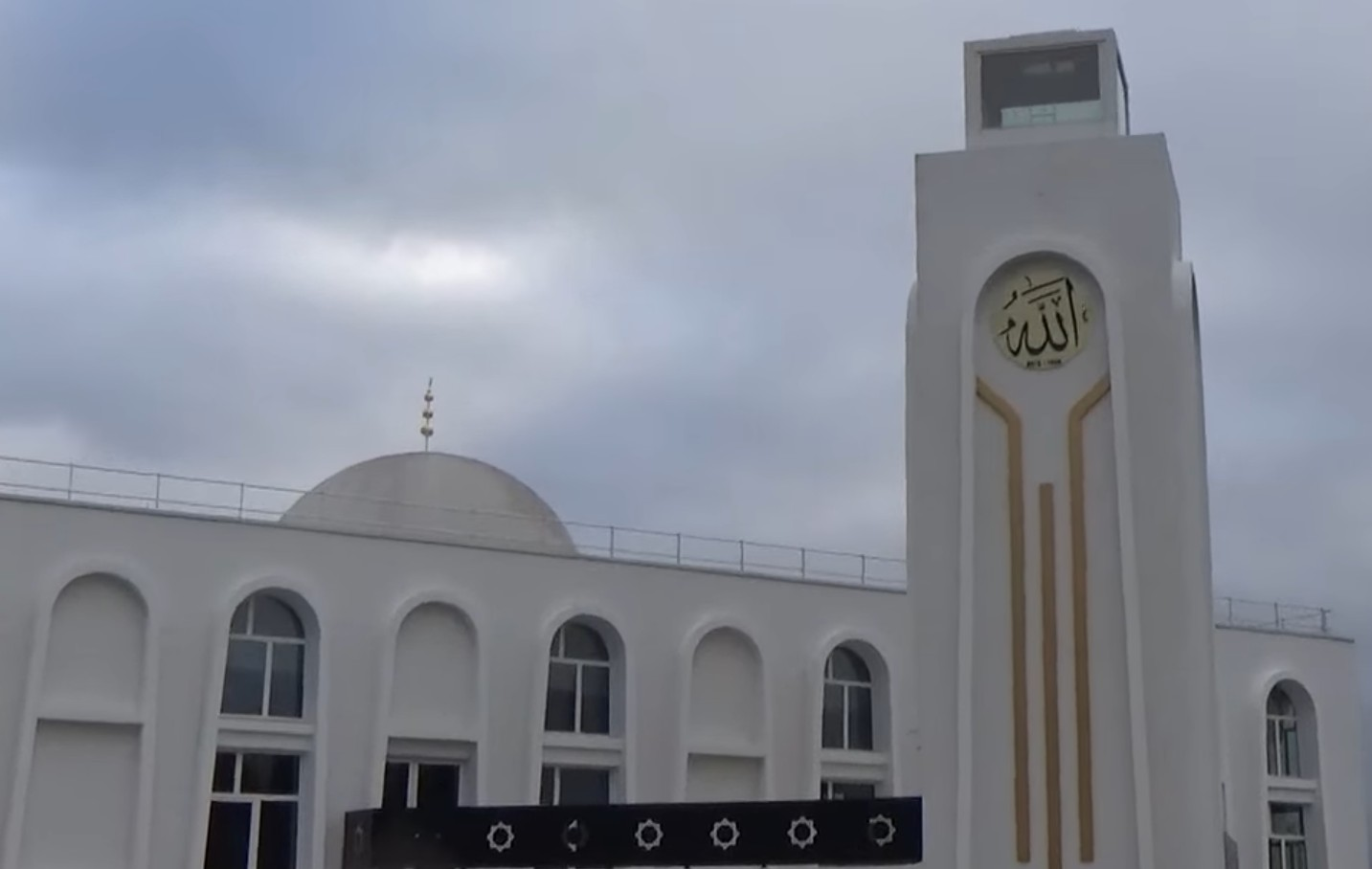
清真寺
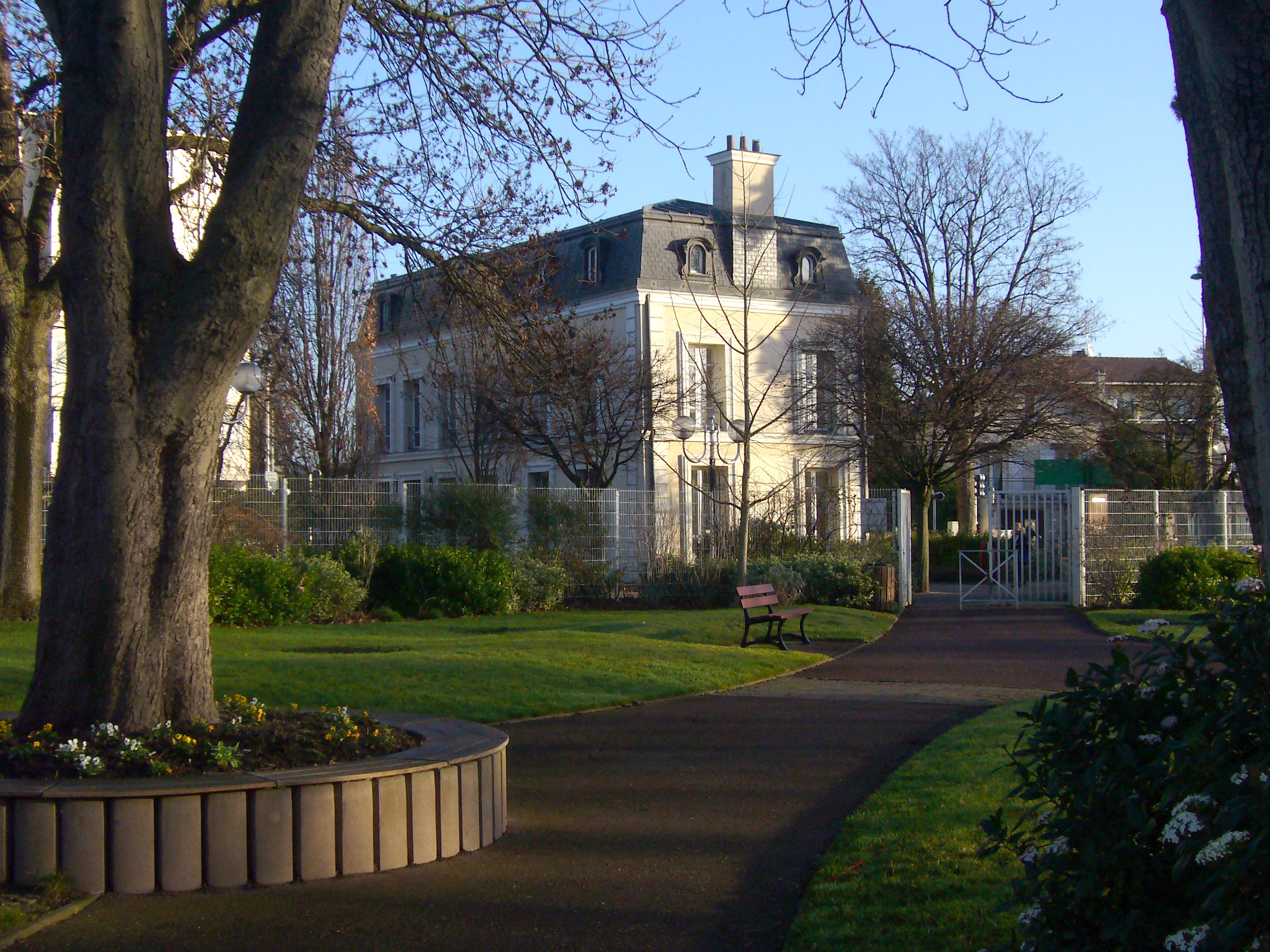
甘维尔城堡
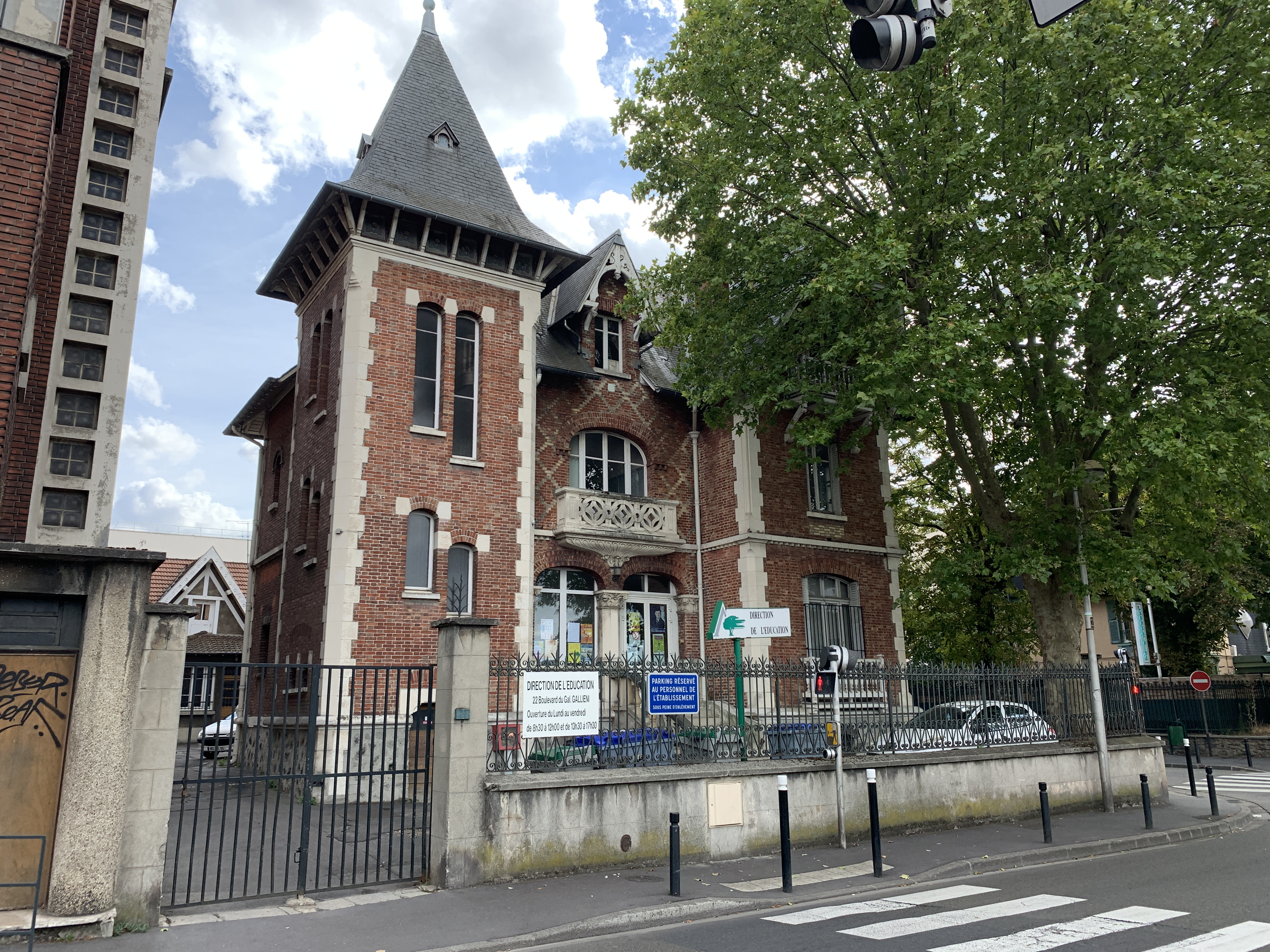
教育局
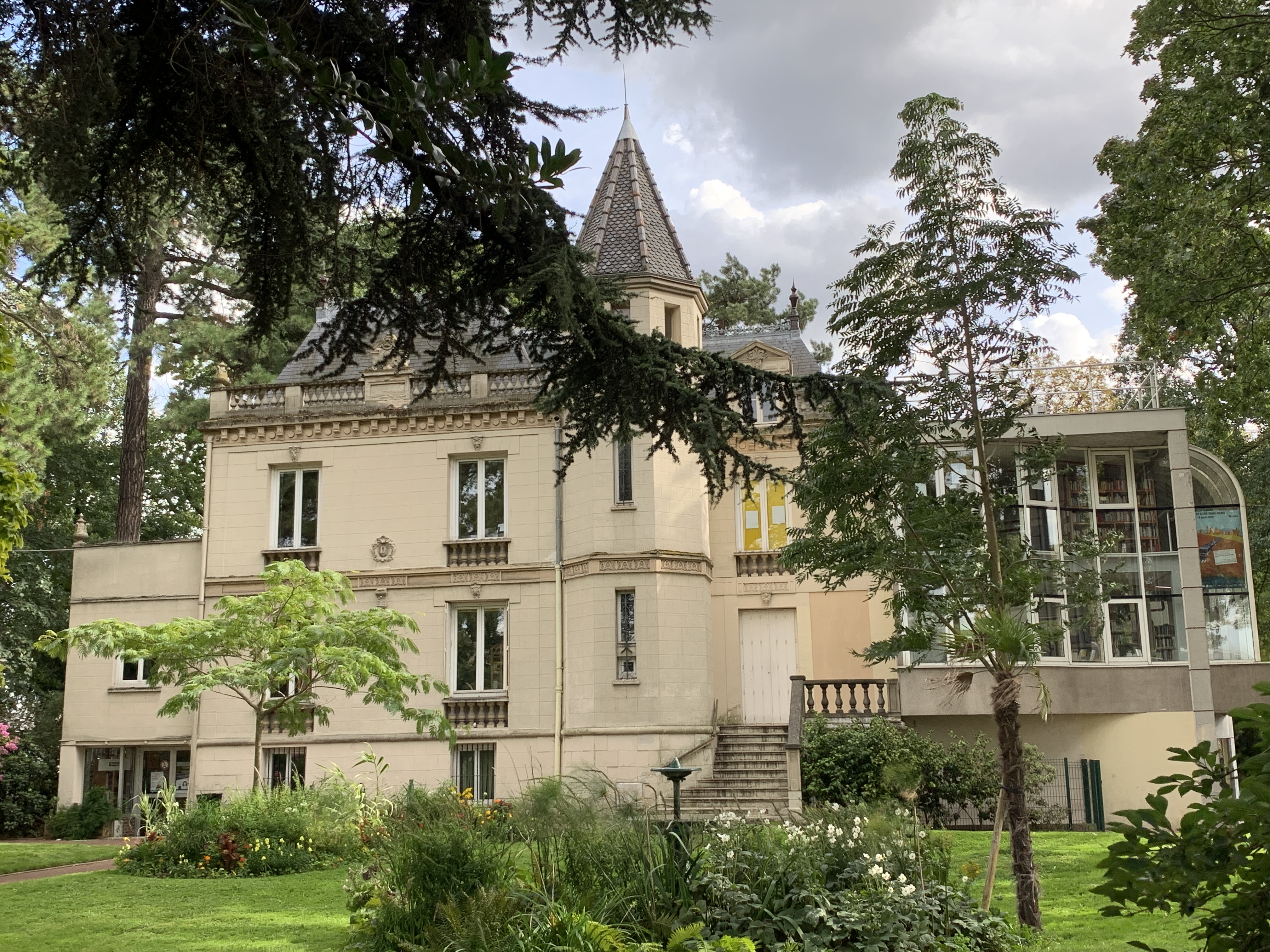
一处庄园

### 旅游
欧奈苏布瓦的旅游事务由其所属的大巴黎都会区、塞纳-圣但尼省及当地政府共同负责。2022年，欧奈苏布瓦境内共有6家酒店共计400间房间。

### 媒体
法国主要的媒体均可在欧奈苏布瓦接收，法国电视三台下属的法兰西岛大区频道在部分时段播出欧奈苏布瓦所属的塞纳-圣但尼省的地方新闻。《巴黎人报》、蓝色法兰西巴黎广播、BFM电视台法兰西岛频道等是当地主要的地方性媒体。

## 相关人物
法国女导演阿丽丝·迪奥普、饶舌歌手Vald和足球运动员夏尔·特罗雷出生于欧奈苏布瓦。

## 友好城市
截至2022年10月，欧奈苏布瓦共与四座城市互为友好城市关系：
- 荷蘭 鹿特丹北部街区
- 阿尔及利亚 塞伊达
- 塞内加尔 吕菲斯克
- 巴勒斯坦